# Doornpanne
De Doornpanne is een natuurgebied in de Belgische gemeente Koksijde. Het duinengebied is eigendom van de Intercommunale Waterleidingsmaatschappij Veurne Ambacht die het gebied ook zelf beheert. De Doornpanne vormt samen met de Hoge Blekker en de Schipgatduinen een 240 ha groot duinmassief. Het gebied wordt Europees beschermd als onderdeel van Natura 2000-gebied 'Duingebieden inclusief IJzermonding en Zwin' (BE2500001).

## Geschiedenis
In het gebied wordt sinds 1947 aan waterwinning gedaan voor drinkwater. Het gebied verdroogde en enkele typische planten soorten verdwenen. Om dit gebied in ere te herstellen wordt jaarlijks 2.5 miljoen m² gezuiverd afvalwater via infiltratie terug in de bodem gebracht.